# زاوية سوسة
زاوية سوسة إحدى مدن الجمهورية التونسية، تقع في ولاية سوسة. تبعد 4 كم عن مدينة سوسة. تعد منطقة بلدية وهي مركز معتمدية. تمر عبرها الطريق الوطنية رقم 1 التي تصل إلى القاهرة في مصر مرورا بليبيا انطلاقا من العاصمة تونس. تحدها من الجنوب قصيبة سوسة والمسعدين ومن الشمال سوسة من الشرق سيدي عبد الحميد ومن الغرب حي الرياض وحي الزهور.

## الاقتصاد
النشاط الاقتصادي المهيمن على المدينة هو فلاحي بالأساس وتأتي الصناعة في المرتبة الثانية إذ تحيط بها غابات الزياتين وبها منطقة سقوية تنتج علف الأبقار. تعتبر الزاوية منذ القديم المزود الرسمي والأول لمدينة سوسة بالحليب.